# دالة حالة
دالة الحالة  (بالإنجليزية: state function أو function of state)‏ في ترموديناميك والفيزياء، هي إحدى خواص نظام التي تعتمد فقط على حالة النظام، ولا تعتمد على مسيرة النظام حتى وصل إلى تلك الحالة. مثل الطاقة الداخلية للنظام، وإنثالبي النظام، وإنتروبيا النظام، ودرجة الحرارة والحجم والضغط والكتلة والكثافة ومغناطيسية النظام
كل تلك هي قيم لحالة النظام حيث تصف حالة توازن حراري لنظام ترموديناميكي بصرف النظر عن كيفية وصول النظام إلى تلك الحالة.
وبالعكس، فإن حرارة النظام والشغل الميكانيكي الذي يؤديه النظام فتلك دوال للعملية حيث تعتمد قيمتها على مسار النظام بين حالتي توازن.
لذلك نفرق في الديناميكا الحرارية بين دالة الحالة ودالة العملية.
تغير نظام من حالة إلى حالة - مثل تغير حجم النظام أو درجة حرارة النظام - يسمى «تغير الحالة» بمعني «تغير حالة النظام». ونعتبر حالتين مختلفتين لنظام عندما تتغير قيمة أحد «دوال الحالة» أو أكثر.

## مثال
مثال عل حالة نظام طاقة الوضع لشخص ما واقف على قمة جبل. فطاقة وضعه لا يتغير مقدارها بتغير الطريق الذي سلكه الشخص حتى وصل إلى تلك النقطة على قمة الجبل (طاقة الوضع عند نقطة ما تعتمد على الارتفاع). ولكن يختلف الشغل الذي يؤديه الشخص للوصول إلى تلك النقطة (واكتسابه لطاقة الوضع المحددة)، فالشغل المبذول من الشخص يعتمد على الطريق الذي اتخذه إلى أعلى. فقد يكون طريقا مستقيما على حافة الجبل، أو طريقا حلزونيا حيث يكون «الاحتكاك» أثناء الصعود بالطريقتين مختلفا. كذلك قد يكون الشخص قد صعد إلى قمة الجبل بالمصعد، عندئذ يبذل المصعد الشغل بدلا عن الشخص نفسه.
في جميع تلك الأحوال لا تعتمد طاقة الوضع التي اكتسبها الجسم إلا على ارتفاع قمة الجبل عن الأرض وكتلة الجسم.
- قد يسأل البعض أين تلك طاقة الوضع التي يكتسبها الشخص بالصعود إلى أعلى؟

ونقول إنها تظهر بمجرد أن يقفز من على الجبل، فكلنا يعرف أن سرعته تتزايد تحت فعل الجاذبية حتى يرتطم بسطح الأرض. خلال سقوط الشخص من أعلى الجبل تتحول طاقة الوضع (المخزونة فيه) إلى طاقة حركة ويرتطم بالأرض، وتنكسر أعضاؤه وقد يموت من اثر ذلك الحادث. ذلك لأن طاقة الوضع تحولت إلى طاقة حركة، وعندما يرتطم بالأرض بسرعة 30 متر في الثانية مثلا تتحول طاقة الحركة على الفور إلى طاقة أخرى تظهر في شكل تهشم وتكسير أعضاء الجسم، وجزءا منها يظهر في شكل حرارة (ولكننا لا نشعر بها لصغرها).
- طاقة الوضع للشخص هنا معناها «طاقة وضعه في جهد جاذبية الأرض»، وكما نرى فهي ترتفع بزيادة ارتفاع الأجسام عن سطح الأرض. بالمثل ففي الذرة تكون طاقة الوضع للإلكترون في الذرة حيث يكون الإلكترون تحت تأثير جهد كولوم الناتج عن الشحنة الموجبةلنواة الذرة.

## دالات حالة نظام ترموديناميكي

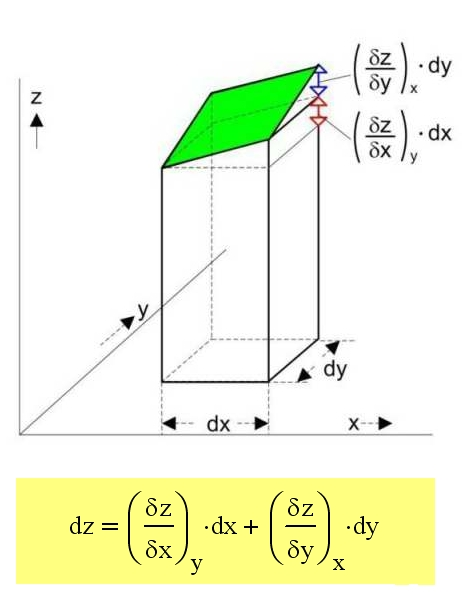
تغير قيمة الحالة z لغاز مثالي بسبب تغير دالتين للحالة (غير معتمدتان على بعضهما x و y) ، فيكون التغير في z معتمدا تماما على x و y. وتعتبر الدالة z دالة للحالة عندما يمكن تفاصلها بالنسبة لهذين المتغيرين x و y.

نصل إلى وصف دقيق لحالة نظام في الترموديناميكا الحرارية عن طريق دالات الحالة مثل الضغط p في النظام (الضغط المطلق)، ودرجة الحرارة T والحجم V ، وعدد الجزيئات N وبالتالي كمية المادة n ، والكثافة ρ ، والطاقة الداخلية U ، والإنثالبي H ، والإنتروبيا S.
وتبقى دوال الحالة  ثابته عندما يكون النظام الترموديناميكي في حالة حراري (توازن ترمويناميكي).
في حالة غاز مثالي تكون الكثافة (عدد الجزيئات في 1 سنتيمتر مكعب) منخفضة، والضغط منخفض ودرجة الحرارة عالية، ويمكن كتابة المعادلة العامة للغاز المثالي هكذا:
{\displaystyle pV=nRT\!}
حيث:
ثابت الغازاتR = 8,3145 جول/(مول·كلفن)

وبالنسبة لغاز حقيقي تنطبق معادلة فان دير فالس التقريبية:
{\displaystyle \left(p+a{\frac {n^{2}}{V^{2}}}\right)(V-bn)=nRT}
وتستنبط دوال الحالة مثل الطاقة الداخلية أو الإنثالبي لنظام من الدوال الأساسية، التي تمثل متغيرات لوصف معادلة الحالة، وبالتالي يكون تغيرها ليس معتمدا على المسار.

## دالات الحالة في علم الفلك
تميز بعض دالات الحالة لوصف نجم في علم الفلك، مثل درجة حرارة سطح النجم، الجاذبية على السطح، والضياء، الكتلة ونصف القطر.